# Freedom (Maine)
Freedom – miasto w Stanach Zjednoczonych, w stanie Maine, w hrabstwie Waldo.